# Déclaration sociale nominative
Pour les articles homonymes, voir DSN.
La déclaration sociale nominative (DSN) est un échange de données informatisé (EDI) qui vise à remplacer la majorité des déclarations sociales françaises périodiques ou événementielles issues du système d'information de gestion des ressources humaines (SIRH) des employeurs, qui substitue depuis 2017 de nombreuses déclarations dont la déclaration annuelle des données sociales (DADS) pour les entreprises. Les déclarations périodiques sont remplacées par la transmission mensuelle de données issues du SIRH.
La DSN a été instaurée par l'article 35 de la loi Warsmann du 23 mars 2012, ou « loi de simplification du droit et d’allègement des procédures administratives », qui en précise le contenu. Le décret n° 2016-611 du 18 mai 2016 indique les échéances d’entrées de toutes les entreprises dans le dispositif DSN.
La DSN est obligatoire pour les employeurs du secteur privé depuis janvier 2017 et janvier 2022 pour la Fonction publique : Établissement public à caractère administratif en France (EPA) et employeurs Fonction publique territoriale (FPT), Fonction publique hospitalière (FPH), et Fonction publique de l'État (FPE). Depuis 2019, elle permet de véhiculer les informations nécessaires au prélèvement à la source de l'impôt sur le revenu,.
Le décret n° 2018-1048 du 28 novembre 2018 avait fixé les dates limites pour la transmission obligatoire de la DSN pour les employeurs publics des trois versants de la fonction publique : État, collectivités territoriales et établissements publics à caractère administratif et leurs tiers déclarants.
L'accès à la DSN se fait via le logiciel de paie (par API) ou via le portail des déclarations sociales.
Selon une étude du cabinet EY (anciennement Ernst & Young), elle doit permettre de réaliser chaque année 3,7 milliards d'euros d'économies.

## Historique de la DSN
En août 2001, un chargé de mission du Ministère chargé de l'emploi à la Délégation générale à l'emploi et à la formation professionnelle, Michael Chétrit, est chargé de rédiger l'avis de sa direction à l'attention de la Cour des comptes sur les problèmes posés par la multitude des codes-types nécessaires pour remplir les bordereaux récapitulatifs des cotisations URSSAF (près de 1000 codes-types). Il propose à sa hiérarchie, au GIP Modernisation des données sociales (Éric Hayat) ainsi qu'à divers services de la Direction de la Sécurité Sociale une transmission directe à partir du logiciel de paye. Il constate que le système simplifierait grandement la charge administrative des entreprises. Le système présentait également de nombreux avantages en termes de collecte de données statistiques utiles au pilotage de la politique de l'emploi. Sa mise en œuvre s'avérait en revanche particulièrement complexe sur les plans techniques et organisationnels, la collecte des déclarations sociales obligatoires étant opérée concurremment par de nombreux organismes de sécurité sociale disposant d'un grand nombre d'agents chargés d'enregistrer les déclarations papier. Ce traitement ayant un coût, les organismes se vendaient les fichiers ainsi constitués. À compter de juillet 2006, le chef de service de la délégation générale à l'emploi et à la formation professionnelle (Bertrand Martinot, conseiller social à l'Elysée en 2007 puis Délégué général à l'emploi en 2008) transmet la proposition au Cabinet du ministre chargé de l'emploi et au directeur de l'Acoss (Jean-Luc Tavernier). Après le lancement d'une étude de faisabilité ouverte par le GIP-MDS le 25 octobre 2006, le ministre délégué à la sécurité sociale (Philippe Bas) annonce officiellement le chantier le 5 mars 2007 avec l'accord du cabinet du Premier ministre.
Fin 2011, la maîtrise d’ouvrage stratégique est confiée à une Mission interministérielle de simplification et de normalisation des données sociales, missionnée par le ministre des Affaires Sociales et le ministre du Budget et dirigée par Jean-Louis Bühl (Lettre de mission du 29 décembre 2011 signée par le Directeur de la DSS et décret du 18 avril 2012). Elle est chargée de déterminer le contenu et les objectifs de la DSN, de mettre en place les conditions de sa réussite en lien avec le GIP-MDS et ses membres, d’instaurer des échanges avec l’ensemble des administrations, de veiller à l’adaptation des textes nécessaires.
L'article 35 de la loi de simplification du 22 mars 2012, institue la DSN avec 2 jalons :
- Janvier 2013 : ouverture au volontariat des entreprises et premier périmètre déclaratif ;
- Janvier 2016 : obligation pour toutes les entreprises privées et les EPIC de transmettre la DSN à un périmètre élargi d'OPS.

Ce dernier jalon a été reporté à janvier 2017 par le décret n° 2016-611 du 18 mai 2016 fixant les dates limites pour la transmission obligatoire de la DSN.

## Contenu de la DSN
Un arrêté du 30 novembre 2016 fixe les données à transmettre aux administrations et organismes de protection sociale (OPS) en précisant, pour chacune d'entre elles, la catégorie, la nature et le destinataire.

### Ce que reçoit chaque organisme
| Organisme                                                        | Informations réceptionnées | Déclaration substituée |
| ---------------------------------------------------------------- | --- | --- |
| AGIRC-ARRCO                                                      | Données mensuelles | Déclaration automatisée des données sociales unifiées (DADS-U) Déclaration unifiée de cotisations sociales (DUCS) |
| ASP                                                              | Données mensuelles | Déclaration automatisée des données sociales unifiées (DADS-U) |
| Caisse Congés Spectacles                                         | Données mensuelles | Certificat d'emploi Congés Spectacles |
| CAMIEG                                                           | Données mensuelles | Bordereaux de Cotisations complémentaires et Cotisations de solidarité Déclaration d'affiliation et de radiation (DAR) Déclaration automatisée des données sociales unifiées (DADS-U)                                                                                     |
| CAVIMAC                                                          | Données mensuelles | Déclaration des agents des cultes |
| CNAF                                                             | Données mensuelles | |
| CNAMTS                                                           | Données évènementielles concernant les arrêts de travail (maladie, maternité, paternité, accident, maladie professionnelle, accident du travail...) | Attestation de salaire pour le versement des indemnités journalières de la Sécurité Sociale (DSIJ) |
| CNAMTS                                                           | Données mensuelles | Déclaration automatisée des données sociales unifiées (DADS-U) |
| CNAV                                                             | Données mensuelles | Déclaration automatisée des données sociales unifiées (DADS-U) |
| CNBF                                                             | Données mensuelles | Déclaration unifiée de cotisations sociales (DUCS) CNBF |
| CNIEG                                                            | Données mensuelles | Bordereaux de cotisations (C131, D131 et D131-bis) Déclaration annuelle des assiettes Régime Spécial (DARS) Déclaration automatisée des données sociales unifiées (DADS-U)                                                                                                |
| CNRACL                                                           | Données mensuelles | Déclaration automatisée des données sociales unifiées (DADS-U) |
| CPF                                                              | Données mensuelles | Alimentation du compte personnel de formation |
| CPRP SNCF                                                        | Données mensuelles | Déclaration automatisée des données sociales unifiées (DADS-U) |
| CRPNPAC                                                          | Données mensuelles | Déclaration automatisée des données sociales unifiées (DADS-U) |
| CRPCEN                                                           | Données mensuelles | Déclaration des cotisations sur salaires dues Déclaration nominative annuelle (DNA) Déclaration de mouvement de personnel Déclaration de nouvelles conditions d'emploi Attestation de salaire pour le versement des indemnités journalières de la Sécurité Sociale (DSIJ) |
| DAM                                                              | Données mensuelles | DMIST |
| DARES                                                            | Données mensuelles (départs, embauches...) | La déclaration des mouvements de main-d’œuvre (DMMO) réalisée auprès des établissements employant au moins 50 salariés Enquête trimestrielle sur les mouvements de main-d’œuvre (EMMO) réalisée auprès des établissements de 1 à 49 salariés.                             |
| DGFiP                                                            | Données mensuelles | Déclaration automatisée des données sociales unifiées (DADS-U) Prélèvement à la source |
| INSEE                                                            | Données mensuelles | Déclaration automatisée des données sociales unifiées (DADS-U) |
| IRCANTEC                                                         | Données mensuelles | Déclaration automatisée des données sociales unifiées (DADS-U) |
| MSA                                                              | Données évènementielles concernant les arrêts de travail (maladie, maternité, paternité, accident, maladie professionnelle, accident du travail...) | Attestation de salaire pour le versement des indemnités journalières de la Sécurité Sociale (DSIJ) |
| MSA                                                              | Données mensuelles (salaires, cotisations, contributions...)                                                                                        | Déclaration automatisée des données sociales unifiées (DADS-U) Bordereau de versement mensuel (BVM) Déclaration trimestrielle de salaire (DTS) Facture trimestrielle de cotisations                                                                                       |
| Organismes complémentaires fédérés ou non par CTIP, FFSA ou FNMF | Données mensuelles (salaires, cotisations, contributions...)                                                                                        | Déclaration de radiation d’un salarié pour les contrats groupes complémentaires ou supplémentaires Déclaration unifiée de cotisations sociales (DUCS) Bordereaux de cotisations                                                                                           |
| Organismes complémentaires fédérés ou non par CTIP, FFSA ou FNMF | Données événementielles concernant les arrêts de travail (maladie, maternité, accident ...) et les fins de contrats                                 | Déclaration d'arrêt de travail (pour les versements de compléments de DSIJ) Déclaration de radiation d'un salarié pour les contrats groupes |
| France Travail                                                   | Données évènementielles concernant les fins de contrats                                                                                             | Attestation employeur |
| France Travail                                                   | Données mensuelles | Relevé mensuel des contrats de mission Déclaration mensuelle de mission (DMM) |
| RAEP                                                             | Données mensuelles | Déclaration automatisée des données sociales unifiées (DADS-U) |
| RAFP                                                             | Données mensuelles | Déclaration automatisée des données sociales unifiées (DADS-U) |
| URSSAF                                                           | Données mensuelles (salaires, cotisations, contributions...)                                                                                        | Bordereau récapitulatif des cotisations (BRC) ou Déclaration unifiée de cotisations sociales (DUCS) Déclaration obligatoire d'emploi des travailleurs handicapés (DOETH) Déclaration automatisée des données sociales unifiées (DADS-U) Tableau récapitulatif (TR)        |

## Objectifs de la DSN
La DSN a plusieurs objectifs :
- Permettre un allègement du fardeau administratif. La simplification des processus de travail permet un gain de temps grâce à l’automatisation de tâches et la constitution de la déclaration directement par le logiciel à partir des données de la paie.
- Pallier la multiplicité et l’hétérogénéité des formalités sociales qui présentent de nombreux risques et en particulier la perte de droits pour les assurés. La DSN vise à apporter une sécurisation des processus avec une diminution des erreurs de saisie et une fiabilisation des données transmises.
- Permettre une diminution du nombre des données collectées. À titre d'exemple, la réduction entre le nombre de données demandées en phase de démarrage et le nombre actuellement demandé en cumulant les formulaires obligatoires en place est estimée à 36 %. L'ambition, à terme, est de diviser par 3 le nombre de données actuellement demandées.
- Suivre l'évolution des pratiques informatiques en matière de dématérialisation et d’échange de données informatisé.

## Quelles simplifications?
La première simplification est que contrairement aux déclarations précédentes qui détaillaient par organisme de protection sociale les besoins d'informations dans le vocabulaire de chaque organisme, la DSN part de l'existant, la paie et de son vocabulaire. Ce changement de paradigme est important : dès lors que l'entreprise a fait ses actes de gestion (dans ce cas la paie), elle n'a rien à "déclarer", elle envoie un sous-produit directement généré à partir de ces actes de gestion.
La DSN s’effectue sur un point de dépôt unique pour tous les organismes au lieu de plusieurs points de dépôt. Il s’agit de net-entreprises.fr pour le régime général et de msa.fr pour le régime agricole. Les utilisateurs ont la possibilité d’accéder au point de dépôt par le navigateur web, ou bien de manière automatique en passant par une interface de programmation applicative (API) publique. Les échanges de données informatisés (EDI) se font directement depuis le logiciel de paie, ou par l'intermédiaire d'un concentrateur.
A ce jour, la DSN remplace:
- 8 formalités liées au chômage ou à la maladie ou au suivi des effectifs DARES
- 17 formalités DUCS - recouvrement
- 13 formalités annuelles ou ponctuelles
- 7 procédures spécifiques (5 nouvelles procédures qui n'existaient pas antérieurement et 2 nouvelles à destinations des salariés, introduites depuis la généralisation de la DSN à l'ensemble des entreprises

Elle simplifie, sécurise et fiabilise les déclarations pour les employeurs (d'où un rapide retour sur investissement) en remplaçant la majorité des déclarations sociales.
Elle permet aux organismes de protection sociale un rapprochement simplifié entre cotisations et prestations.
Depuis janvier 2019, la DSN est devenue le vecteur déclaratif du prélèvement à la source pour l'impôt sur le revenu avec notamment la transmission du taux du prélèvement à la source de chaque salarié à l'employeur.
Elle complexifie certaines démarches. Elle oblige à une augmentation des déclarations en adoptant un rythme mensuel (et non plus trimestriel comme certaines contributions sociales comme l'Urssaf par ex.) et reste peu adaptée aux contrats multiples (salariés de l'audiovisuel et du spectacle par exemple). La profusion des typologies des paramètres sociaux dans le droit du travail français fait de cette DSN un outil numérique centralisé difficile à paramétrer. En outre, cet outil entièrement "en ligne" possède un caractère opaque et une nomenclature très technocratique, peu intuitive, pour les TPE. (voici un exemple de message d'erreur : "Pour un versement individu (S21.G00.50), s'il existe au moins un sous-groupe "Rémunération - S21.G00.51" de type (S21.G00.51.011) "001 - Rémunération brute non plafonnée" dont le montant (S21.G00.51.013) est non nul, alors il doit être renseigné au moins une rubrique "Code de base assujettie - S21.G00.78.001" avec la valeur "03 - Assiette brute déplafonnée" ")

## Entreprises concernées

### Les employeurs concernés par la DSN
- Les employeurs et salariés du régime général et du régime agricole et également les salariés des entreprises mixtes (sous réserve, dans ce dernier cas, d’une étude des modalités déclaratives)
- Les entreprises et salariés relevant du régime Alsace-Moselle
- Les entreprises dont les salariés dépendent de caisses spécifiques de congés payés (ex. : BTP)
- Les entreprises ayant des salariés à temps partiel
- Les établissements publics à caractère industriel et commercial
- Les employeurs de la Fonction publique

En synthèse, la DSN concerne tout employeur (public ou privé) ayant des individus rémunérés en France (métropole et DOM) et relevant de la protection sociale française.

### Les cas non concernés ou pas encore intégrés dans la DSN
Comme il ne s'agit pas de "salaires", les populations suivantes sont structurellement exclues du dispositif :
- les indépendants
- les auto-entrepreneurs

De même, comme le droit français de la protection sociale ne s'applique pas, les Collectivités d'outre-mer et tout territoire autre que la France (France métropolitaine, Département d'outre-mer et Mayotte) ne sont pas concernés par la DSN.
Et à ce jour ne sont pas intégrés : 
- les particuliers employeurs.

## Déploiement
Le déploiement de la DSN s'est effectué en plusieurs phases :
- phase 1 : d'avril 2013 à septembre 2015
- phase 2 : de février 2015 à décembre 2016
- phase 3 : à partir de septembre 2016
- puis généralisation (aux entreprises privées et aux EPIC) : janvier 2017 (régime général) et avril 2017 (régime agricole)

Le déploiement dans le Secteur Public s'est fait aussi ensuite en 3 temps : 2022, 2021 et 2022 pour s'appliquer désormais à l'ensemble de la Fonction publique.

### Principes de la DSN
La DSN mensuelle est la dernière étape du traitement de paie.
La DSN est réalisée par établissement d’affectation.
La DSN du mois M doit être émise au plus tard le 5 ou le 15 du mois M+1.
Les contrôles bloquants induisant un rejet de toute la déclaration se situent seulement au niveau de la plateforme de réception et de traitement de la DSN.
Seules les données de la DSN mensuelle ont vocation à être conservées pour les traitements à venir des organismes de base et les services de l’État.
Le signalement de l’événement n’est consommé que par les organismes de protection sociale concernés par les déclarations substituées par ce signalement.
La DSN s'effectue uniquement en ligne via un point de dépôt unique en fonction du régime des salariés concernés (le portail Net-entreprises pour le régime général de la sécurité sociale ou celui de la Mutualité Sociale Agricole pour le régime agricole).

## Fonctionnement
Les entreprises - ou leur mandataire comme les experts comptables - transmettent les données mensuellement, à l'issue du processus de paie, via un point d'accès unique.
Les transmissions sont opérées en échange de données informatisé (EDI) soit en mode dépôt de fichier, soit en mode machine to machine c'est-à-dire directement à partir du logiciel de paie.
Les données sont envoyées par le logiciel de paie selon les modalités suivantes :
- Transmission mensuelle et dématérialisée de données tous les 5 ou 15 du mois M+1 (en fonction de l’échéance DUCS pratiquée) ;
- Transmission de signalements événementiels allégés, transmis au fil de l’eau dès leur survenance pour garantir la prise en charge des salariés dans les délais de référence.

Les employeurs ou leur expert-comptable transmettent également les signalements événementiels :
- Arrêt de travail pour maladie, maternité, paternité ou adoption, accident du travail ou maladie professionnelle (AT/MP)[20]
- Reprise anticipée de travail si le salarié reprend son activité au sein de l'établissement avant la date de fin stipulée dans l'arrêt
- Fin de contrat de travail unique (FCTU) pour tout départ d'un salarié de l'établissement[21]
- Amorçage des données variables (non obligatoire) permettant la transmission d'informations pouvant avoir un impact sur la couverture des droits des salariés ainsi que le calcul du prélèvement à la source

Les messages mensuels et événementiels sont ensuite traités par l'Acoss (Agence centrale des organismes de sécurité sociale) pour le régime général et la MSA (mutualité sociale agricole) pour le régime agricole qui ont la charge de vérifier leur conformité aux contrôles de forme définis dans la norme et de fournir un certificat de conformité ou, le cas échéant un bilan d’anomalies.
Les données nécessaires aux assurances sont transmises directement aux institutions de prévoyance, mutuelles ou assurances concernées.
Pour les organismes de sécurité sociale et les services de l’État, la Cnav (Caisse nationale de l'assurance vieillesse des travailleurs salariés) conserve les données de rémunération des salariés et alimente directement le ministère du Travail pour les déclarations et enquêtes de mouvements de main d’œuvre.
Lors de la survenance d’événements qui les concernent, les éléments nécessaires sont adressés directement aux organismes concernés : Caisse Nationale d'Assurance Maladie (CNAM), France Travail.